# 日本クレセント
日本クレセント株式会社（にっぽんクレセント）は、かつて存在した石川県白山市に本社を置く食品関係機械等の専門メーカーである。飲食店におけるタッチパネル式オーダリングシステムの開発や建築石材の販売・施工も行なっていた。
回転寿司用コンベアの生産では、金沢市の石野製作所と共に、世界で大きなシェアを占めていたが、2009年に経営破綻し、事業を停止した。日本クレセントが手がけてきた事業はその後、元社員らにより設立されたアイカムとループシステムに継承されている。

## 沿革
- 1977年2月 - 金沢市上近江町45番地に大昇厨房株式会社を創業
- 1981年2月 - 株式会社大昇製作所に社名変更
- 1985年2月 - 東京支社開設
- 1985年5月 - 大阪支社開設
- 1986年1月 - 本社を松任市横江町1155番地に新築移転
- 1987年1月 - 日本クレセント株式会社に社名変更
- 1988年2月 - 第二工場（本社隣接地）を建設
- 1989年3月 - 第三工場を本社隣接地に増設（石材加工）
- 1991年10月 - 札幌営業所開設
- 1993年6月 - 精密機械組立工場増築
- 1994年1月 - 福岡営業所開設
- 1996年5月 - 金沢工場（コンベア工場）を買収
- 1996年9月 - 中国・上海事務所開設
- 1996年10月 - 金沢工場・倉庫竣工
- 1997年4月 - 本社新社屋竣工
- 2000年2月 - 名古屋営業所開設
- 2001年7月 - 東京池袋にて、直営店 廻転鮨割烹"海幸の街"開店
- 2005年4月 - 上海に子会社"上海古来森道有限公司"設立
- 2005年7月 - 長野須坂にて、直営店 廻転鮨処"海幸の宴"開店
- 2009年9月1日 - 事業停止